# El pes de la corrupció
El pes de la corrupció (títol original: Storyville) és una pel·lícula estatunidenca dirigida per Mark Frost estrenada l'any 1992. El guió, igualment de Mark Frost, és una adaptació de la novel·la Juryman de Frank Galbally i Robert Macklin apareguda l'any 1982.Ha estat doblada al català.

## Argument
Quan presenta la seva candidatura al Congrés, l'advocat Cray Fowler, un jove candidat de Nova Orleans al Senat dels Estats Units, és víctima de xantatge. Enfrontat a un homicidi, creu convenient netejar el cognom de la seva família, esbrinant si la causa del recent suïcidi del seu pare va ser pel temor a que es descobrís un presumpte frau comès pels seus avantpassats durant més de cent anys. Una història en la qual els fantasmes del passat surten a la superfície per mostrar que res és el que sembla. La seva investigació el porta a descobrir la veritat sobre l'origen de la fortuna de la seva família i sobre la mort del seu pare.

## Repartiment
- James Spader: Cray Fowler
- Joanne Whalley-Kilmer: Natalie Tate
- Jason Robards: Clifford Fowler
- Charlotte Lewis: Lee Tran
- Michael Warren: Nathan LaFleur
- Piper Laurie: Constance Fowler
- Michael Parks: Michael Trevallian
- Chuck McCann: Pudge Herman
- Charles Haid: Abe Choate
- Chino 'Fats' Williams: Theotis Washington
- Woody Strode: Charlie Sumpter
- Jeff Perry: Peter Dandridge
- Galyn Görg: Spice
- Justine Arlin: Melanie Fowler
- George Cheung: Xang Tran
- Phillip Carter: Avner Hollister
- Steve Forrest: Jutge Murdoch

## Critica
Les crítiques són mixtes. La pel·lícula té un índex del 60% a Rotten Tomatoes, basat en 13 ressenyes. En la seva ressenya contemporània, Roger Ebert dona a la pel·lícula 3.5 sobre 4 estrelles, escrivint: "Storyville" és una pel·lícula per persones que els agrada més Nova Orleans quan és fosc i misteriós. És per romàntics. No és per pragmàtics, que es queixaran que els personatges no es comporten segons una lògica perfecta, i que hi ha forats en la seva trama. Tindran raó, naturalment, però hauran perdut el punt, i la diversió. L'actuació d'Spader va ser elogiada per crítics, com Vincent Canby del New York Times que declara: Spader va guanyar premis per "Sexe, Mentides i cintes de vídeo", però arriba a la majoria d'edat com a actor en "Storyville." L'actuació és neta, ordenada i sovint divertida. Canby també elogia la fotografia i la direcció de Frost, recordant la col·laboració de Frost amb David Lynch a Twin Peaks, i definint la pel·lícula com "menys lluny de la broma que la sèrie de televisió, ben tractada, més curta i molt més divertida."